# Lange Ida
Die Lange Ida war ein 115 Meter hoher Richtfunkturm aus Stahlbeton im Rosendahler Ortsteil Osterwick. Der Richtfunkturm Osterwick wurde 1973 errichtet und diente dem Polizeifunk. Der Turm war ein Wahrzeichen des Ortes und erhielt seinen Namen nach einer Wirtin, deren Gaststätte in unmittelbarer Nachbarschaft des Turms lag.

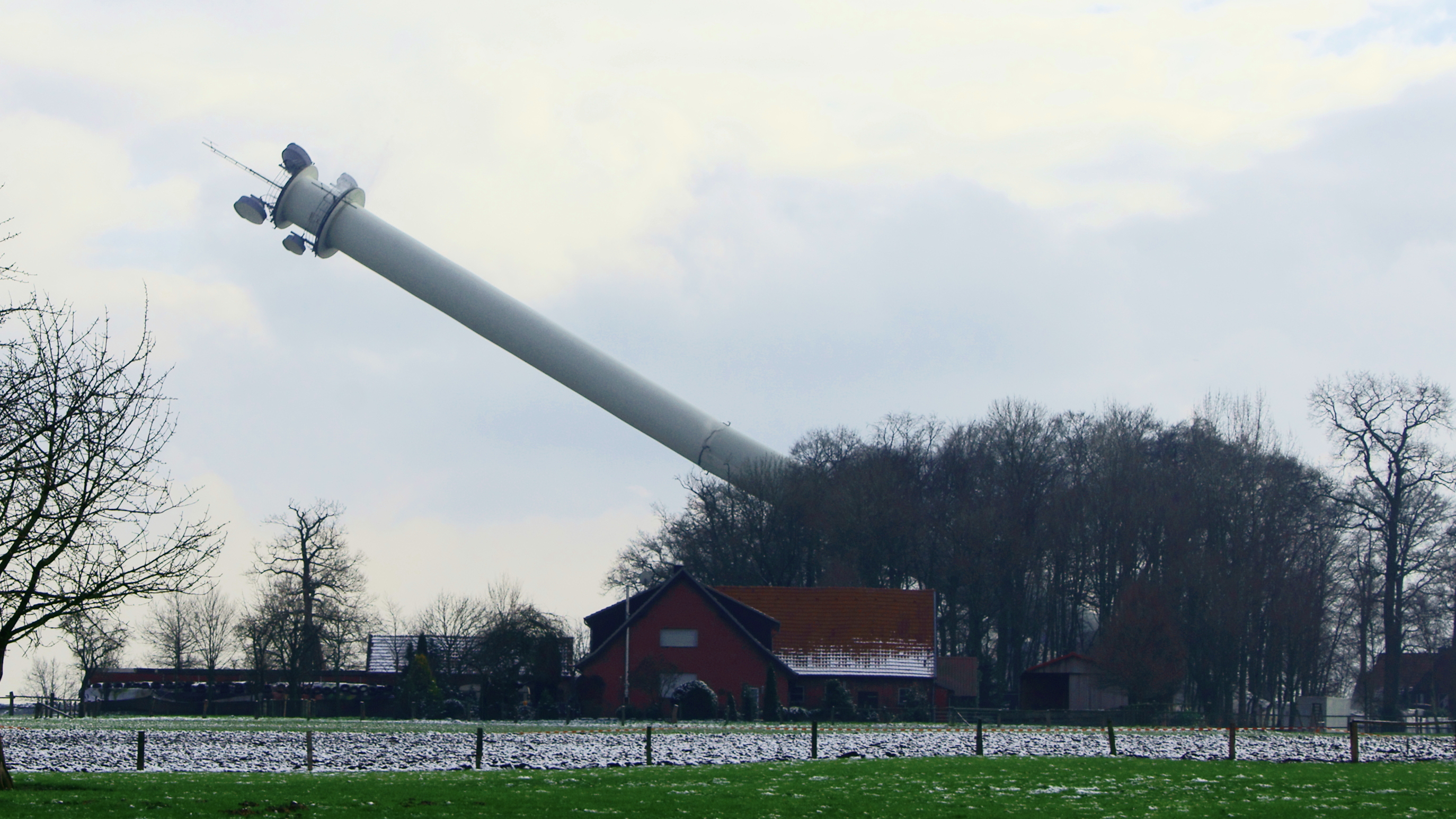
Die Lange Ida fällt

Mit der Verfügbarkeit von kostengünstigen Glasfaserverbindungen mit sehr hohen Kapazitäten sank die Bedeutung der Richtfunkanlage in Osterwick. Sie wurde Mitte 2012 von der Amprion GmbH abgeschaltet und am 9. Februar 2013 gesprengt.